# Vitesse in het seizoen 1955/56
Het seizoen 1955/1956 was het tweede jaar in het bestaan van de Arnhemse betaaldvoetbalclub Vitesse. De club kwam uit in de Hoofdklasse A en eindigde daarin op de 15e plaats, dit betekende dat de club in het nieuwe seizoen uitkwam in de Eerste divisie.

## Wedstrijdstatistieken

### Hoofdklasse A
|       | ADO   | Ajax  | Amsterdam | DOS   | EBOH  | Eindhoven | Excelsior | Fortuna '54 | HVC   | Limburgia | NAC   | NOAD  | Rigtersbleek | Roda Sport | Sparta | Stormvogels | VVV   |
| ----- | ----- | ----- | --------- | ----- | ----- | --------- | --------- | ----------- | ----- | --------- | ----- | ----- | ------------ | ---------- | ------ | ----------- | ----- |
| Thuis | 2 – 2 | 2 – 3 | 3 – 1     | 0 – 1 | 1 – 1 | 0 – 1     | 0 – 1     | 0 – 3       | 2 – 1 | 4 – 0     | 2 – 0 | 2 – 2 | 2 – 1        | 4 – 3      | 2 – 2  | 3 – 1       | 0 – 0 |
| Uit   | 2 – 1 | 2 – 0 | 0 – 1     | 3 – 1 | 0 – 0 | 5 – 3     | 5 – 3     | 1 – 0       | 1 – 1 | 4 – 1     | 3 – 1 | 2 – 2 | 1 – 0        | 4 – 2      | 3 – 1  | 3 – 1       | 5 – 1 |

## Statistieken Vitesse 1955/1956

### Eindstand Vitesse in de Nederlandse Hoofdklasse A 1955 / 1956
| Stand | Gespeeld | Gewonnen | Gelijk | Verloren | Punten | Doelpunten voor | Doelpunten tegen |
| ----- | -------- | -------- | ------ | -------- | ------ | --------------- | ---------------- |
| 15e   | 34       | 8        | 8      | 18       | 24     | 48              | 67               |

### Topscorers
| Competitie \| # \| Naam \| \| \| -------------- \| ----------------------------- \| -- \| \| 1. \| Eltjo Veentjer \| 11 \| \| 2. \| Jan van Voorst \| 8 \| \| 3. \| Ad van Lent \| 6 \| \| 4. \| Toon Huiberts \| 5 \| \| 5. \| Dik Herberts \| 4 \| \| 6. \| Henk Arendsen \| 4 \| \| 7. \| Frits Heijn \| 2 \| \| 7. \| Evert van der Horst \| 2 \| \| 7. \| Dick van Male \| 2 \| \| 10. \| Hans Herklots \| 1 \| \| 10. \| Arend Loos \| 1 \| \| 10. \| Henk van Zon \| 1 \| \| Eigen doelpunt \| \| \| \| – \| Heimen Lagerwaard (Excelsior) \| 1 \| \| Totaal \| Totaal \| 48 \| |                               |      |
| # | Naam                          | Goal |
| 1. | Eltjo Veentjer                | 11   |
| 2. | Jan van Voorst                | 8    |
| 3. | Ad van Lent                   | 6    |
| 4. | Toon Huiberts                 | 5    |
| 5. | Dik Herberts                  | 4    |
| 6. | Henk Arendsen                 | 4    |
| 7. | Frits Heijn                   | 2    |
| 7. | Evert van der Horst           | 2    |
| 7. | Dick van Male                 | 2    |
| 10. | Hans Herklots                 | 1    |
| 10. | Arend Loos                    | 1    |
| 10. | Henk van Zon                  | 1    |
| Eigen doelpunt |                               |      |
| – | Heimen Lagerwaard (Excelsior) | 1    |
| Totaal | Totaal                        | 48   |